# 806 Gyldénia
806 Gyldenia è un asteroide della fascia principale del diametro medio di circa 62,63 km. Scoperto nel 1915, presenta un'orbita caratterizzata da un semiasse maggiore pari a 3,2125659 UA e da un'eccentricità di 0,0696389, inclinata di 14,23932° rispetto all'eclittica.
Il suo nome è in onore di Hugo Gyldén, astronomo svedese.